# قائمة حكام براندنبورغ
تسرد هذه المقالة مرغريفات وناخبي براندنبورغ خلال الحقبة التي كانت فيه براندنبورغ دولة ضمن الإمبراطورية الرومانية المقدسة.
تخم براندنبورغ كان أحدة الدول الأساسية المكونة للإمبراطورية الرومانية المقدسة. تم إنشاؤها عام 1157 كمرغريفية براندنبورغ على يد ألبرشت الدب مرغريف من التخم الشمالي. عام 1356، أعطى المرسوم الذهبي لكارل الرابع مرغريف براندنبورغ حق الدائم بالمشاركة في انتخاب الإمبراطور الروماني المقدس مع لقب ناخب (بالألمانية: Kurfürst).
جاء الحكام الأوائل من سلالات مختلفة، ولكن من عام 1415 حكم آل هوهنتسولرن براندنبورغ والدول التي خلفتها لأكثر من 500 سنة. أُلغي لقبا مرغريف براندنبورغ وناخب براندنبورغ مع حل الإمبراطورية الرومانية المقدسة في سنة 1806. مع ذلك ظلت الدولة التي يحكمها آل هوهنتسولرن ومقرها في برلين تحت اسم مملكة بروسيا (آل هوهنتسولرن كان الملوك في بروسيا منذ 1701 وملوك بروسيا منذ 1772.) الفترة من 1871 إلى 1918 كان آل هوهنتسولرن قياصرة ألمانيا.

## مرغريفات براندبورغ
| سلالة أسكانيا | سلالة أسكانيا | سلالة أسكانيا | سلالة أسكانيا | سلالة أسكانيا | سلالة أسكانيا |
| الاسم | الاسم | الحكم | الحكم | ملاحظة | ملاحظة |
| --- | --- | --- | --- | --- | --- |
| ألبرشت الأول | ألبرشت الأول | 1157–1170 | 1157–1170 | حاكم التخم الشمالي من عام 1134. يسمى «ألبرشت الدب».                                                                                       | حاكم التخم الشمالي من عام 1134. يسمى «ألبرشت الدب».                                                                                       |
| أوتو الأول | أوتو الأول | 1170–1184 | 1170–1184 | ابن ألبرشت الأول. حكم جنباً إلى جنب مع والده من سنة 1144.                                                                                  | ابن ألبرشت الأول. حكم جنباً إلى جنب مع والده من سنة 1144.                                                                                  |
| أوتو الثاني | أوتو الثاني | 1184–1205 | 1184–1205 | ابن السابق. | ابن السابق. |
| ألبرشت الثاني | ألبرشت الثاني | 1205–1220 | 1205–1220 | شقيق. | شقيق. |
| - يوهان الأول - أوتو الثالث | - يوهان الأول - أوتو الثالث | - 1220–1266 - 1220-1267 | - 1220–1266 - 1220-1267 | حكام بالمشاركة، أبناء ألبرشت الثاني. | حكام بالمشاركة، أبناء ألبرشت الثاني. |
| من 1266 حتي 1319، حـُكمت براندنبورغ بواسطة فرعين، شتندال وزالتسفيدل، وكلاهما اشتركا معاً بلقب المرغريف.                                                                | | | | | |
| براندنبورغ-شتندال | براندنبورغ-شتندال | براندنبورغ-شتندال | براندنبورغ-زالتسفيدل | براندنبورغ-زالتسفيدل | براندنبورغ-زالتسفيدل |
| حكام بالمناصفة، أبناء يوهان الأول: - يوهان الثاني، 1266-1282 - كونراد، 1266-1304 - أوتو الرابع، 1266-1308 - هاينرش الأول، 1266-1318                                  | حكام بالمناصفة، أبناء يوهان الأول: - يوهان الثاني، 1266-1282 - كونراد، 1266-1304 - أوتو الرابع، 1266-1308 - هاينرش الأول، 1266-1318 | حكام بالمناصفة، أبناء يوهان الأول: - يوهان الثاني، 1266-1282 - كونراد، 1266-1304 - أوتو الرابع، 1266-1308 - هاينرش الأول، 1266-1318 | حكام بالمناصفة، أبناء أوتو الثالث: - يوهان الثالث، 1267-1268 - أوتو الخامس، 1267-1298 - أوتو السادس، 1267-1291 - ألبرشت الثالث، 1267-1300 | حكام بالمناصفة، أبناء أوتو الثالث: - يوهان الثالث، 1267-1268 - أوتو الخامس، 1267-1298 - أوتو السادس، 1267-1291 - ألبرشت الثالث، 1267-1300 | حكام بالمناصفة، أبناء أوتو الثالث: - يوهان الثالث، 1267-1268 - أوتو الخامس، 1267-1298 - أوتو السادس، 1267-1291 - ألبرشت الثالث، 1267-1300 |
| حاكمان بالمشاركة: - فالديمار، 1308-1319، ابن كونراد - هاينرش الثاني، 1319-1320، ابن هاينرش الأول                                                                     | حاكمان بالمشاركة: - فالديمار، 1308-1319، ابن كونراد - هاينرش الثاني، 1319-1320، ابن هاينرش الأول                                    | حاكمان بالمشاركة: - فالديمار، 1308-1319، ابن كونراد - هاينرش الثاني، 1319-1320، ابن هاينرش الأول                                    | حاكمان بالمشاركة: - هرمان، 1298-1308 (وحده من 1300) - يوهان الخامس، 1308-1317                                                             | حاكمان بالمشاركة: - هرمان، 1298-1308 (وحده من 1300) - يوهان الخامس، 1308-1317                                                             | حاكمان بالمشاركة: - هرمان، 1298-1308 (وحده من 1300) - يوهان الخامس، 1308-1317                                                             |
| بعد انقراض سلالة أسكانيا في 1320، باتت براندنبورغ تحت سيطرة الإمبراطور لودفيغ الرابع من آل فيتلسباخ، الذي منح براندنبورغ إلى ابنه البكر، لودفيغ الخامس، دوق بافاريا. | | | | | |
| سلالة فيتلسباخ | | | | | |
| الاسم | الاسم | الحكم | الحكم | ملاحظة | ملاحظة |
| لودفيغ الأول «البراندنبورغي» | لودفيغ الأول «البراندنبورغي» | 1323–51 | 1323–51 | حفيد أوتو الخامس الأكبر-الأكبر، وابن الإمبراطور الإمبراطور لودفيغ البافاري.                                                               | حفيد أوتو الخامس الأكبر-الأكبر، وابن الإمبراطور الإمبراطور لودفيغ البافاري.                                                               |
| لودفيغ الثاني «الروماني». | لودفيغ الثاني «الروماني». | 1351–56 | 1351–56 | أخ غير شقيق للسابق; عين ناخباً سنة 1356.                                                                                                   | أخ غير شقيق للسابق; عين ناخباً سنة 1356.                                                                                                   |

## ناخبو براندنبورغ
| سلالة فيتلسباخ  | سلالة فيتلسباخ           | سلالة فيتلسباخ | سلالة فيتلسباخ | سلالة فيتلسباخ |
| --------------- | ------------------------ | -------------- | -------------- | --- |
| الصورة          | الاسم                    | بداية الحكم    | نهاية الحكم    | ملاحظة |
|                 | لودفيغ الثاني "الروماني" | 10 يناير 1356  | 17 مايو 1365   | أول ناخبي براندنبورغ. |
|                 | أوتو السابع              | 17 مايو 1365   | 18 أغسطس 1373  | شقيق السابق. شارك في حكم براندنبورغ مع شقيقه منذ 1351، بوصفها قاصراً (مواليد 1346) لم يشارك في إدارة حتى وفاة شقيقه. تنازل 1373 لكنه أبقى على لقب الانتخابي. توفي 1379.                                 |
| سلالة لوكسمبورغ |                          |                |                | |
| الصورة          | الاسم                    | بداية الحكم    | نهاية الحكم    | ملاحظة |
|                 | فنتسل                    | 2 أكتوبر 1373  | 29 نوفمبر 1378 | أجبر الإمبراطور كارل الرابع آخر ناخبي آل فتلسباخ على التنازل عن العرش، ثم جعل ابنه فنتسل عليها، ولما كان فنتسل ما يزال قاصراً (مواليد 1361)، أدار الإمبراطور أمور المرغريفية بنفسه.                     |
|                 | زيغسمونت                 | 29 نوفمبر 1378 | 1388           | الشقيق فنتسل الأصغر؛ سيطر على براندنبورغ في صعود أخيه ملكاً على ألمانيا وبوهيميا، تخلى عن براندنبورغ إلى ابن عمه يوبست كضمان للحصول على قرض كبير.                                                       |
|                 | يوبست                    | 1388           | 16 يناير 1411  | زيغسمونت ابن عم الأول، ابن أخ كارل الرابع. انتخب الملك الألماني عام 1410 في المعارضة لزيغسمونت، لكنه توفي بعد ذلك بوقت قصير جدا.                                                                       |
|                 | زيغسمونت                 | 16 يناير 1411  | 30 أبريل 1415  | بعد وفاة يوبست، واستعاد السيطرة على براندنبورغ، وانتخب الملك بلا منازع لألمانيا. |
| سلالة فيتلسباخ  |                          |                |                | |
| صورة            | الاسم                    | بداية الحكم    | نهاية الحكم    | ملاحظة |
|                 | فريدرخ الأول             | 30 أبريل 1415  | 20 سبتمبر 1440 | أصلا كان من بورغريفية نورنبيرغ. عينه الملك زيغسمونت عام 1415 وأقطعه إياها عام 1417، ابنه البكر يوهان الخيميائي دار براندنبورغ كمرغريف 1425-1437، ولكن فريدرخ احتفظ بالانتخابية.                        |
|                 | فريدرخ الثاني            | 20 سبتمبر 1440 | 10 فبراير 1471 | ابن فريدرخ الأول. يلقب "الحديدي" ((بالألمانية: Eisenzahn)‏). دار براندنبورغ من 1437، وأصبح الناخب في وفاة والده سنة 1440.                                                                               |
|                 | ألبرشت الثالث آخيل       | 10 فبراير 1471 | 11 مارس 1486   | شقيق. |
|                 | يوهان شيشرون             | 11 مارس 1486   | 9 يناير 1499   | ابن. |
|                 | يواكيم الأول             | 9 يناير 1499   | 11 يوليو 1535  | ابن. شقيقه الأصغر ألبرشت كان مرغريف بالمشاركة 1499-1513، ولكن فقط يواكيم كان ناخباً. |
|                 | يواكيم الثاني            | 11 يوليو 1535  | 3 يناير 1571   | ابن. أول ناخب بروتستانتي لبراندنبورغ. |
|                 | يوهان غيورغ              | 3 يناير 1571   | 8 يناير 1598   | ابن. |
|                 | يواكيم فريدرخ            | 8 يناير 1598   | 28 يوليو 1608  | ابن. |
|                 | يوهان زيغسمونت           | 28 يوليو 1608  | 3 نوفمبر 1619  | ابن. دوق بروسيا من سنة 1618. |
|                 | غيورغ فيلهلم             | 3 نوفمبر 1619  | 1 ديسمبر 1640  | ابن. حكم خلال حرب الثلاثين عاما. وأيضا دوق بروسيا. |
|                 | فريدرخ فيلهلم            | 1 ديسمبر 1640  | 9 مايو 1688    | ابن. يلقب "الناخب العظيم". وأيضا دوق بروسيا. |
|                 | فريدرخ الثالث            | 9 مايو 1688    | 25 فبراير 1713 | ابن. "ملك في بروسيا" باسم فريدرخ الأول من سنة 1701؛ ومنه تعاد الترتيبي |
|                 | فريدرخ فيلهلم الأول      | 25 فبراير 1713 | 31 مايو 1740   | ابن. ملك في بروسيا. يلقب "الملك الجندي". |
|                 | فريدرخ الرابع            | 31 مايو 1740   | 17 أغسطس 1786  | ابن. ملك في بروسيا إلى 1772؛ بعد ضم الأراضي البروسية البولندية، "ملك بروسيا". يلقب "فريدرش الكبير". |
|                 | فريدرخ فيلهلم الثاني     | 17 أغسطس 1786  | 16 نوفمبر 1797 | ابن شقيق. ملك بروسيا. |
|                 | فريدرخ فيلهلم الثالث     | 16 نوفمبر 1797 | 6 أغسطس 1806   | ابنه. ملك بروسيا، والناخب الأخير من براندنبورغ. في الإمبراطورية الرومانية المقدسة التي تم حلها في 1806، وبعد ذلك فريدرخ فيلهلم حكم كملك مستقل في بروسيا (بما في ذلك براندنبورغ) إلى وفاته في عام 1840. |